# Bogata (Mureș)
Bogata (veraltet Bogata de Mureș; ungarisch Marosbogát) ist eine Gemeinde im Kreis Mureș in der Region Siebenbürgen in Rumänien.

## Geographische Lage

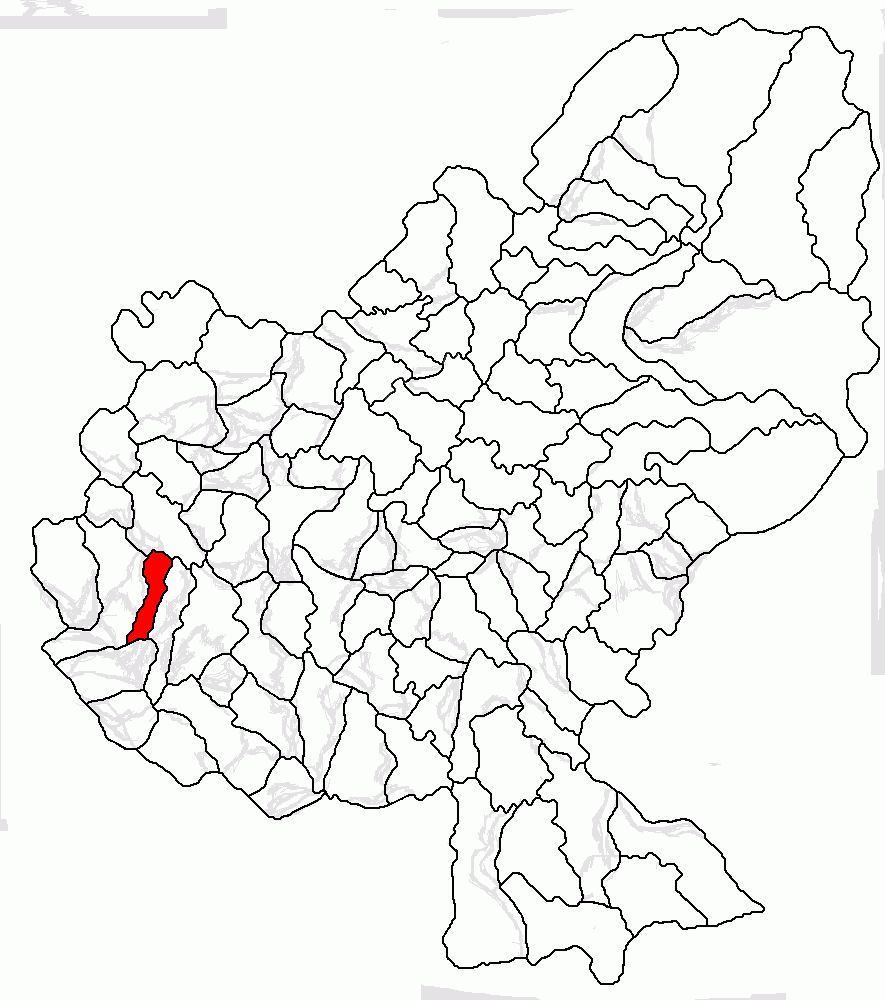
Lage der Gemeinde Bogata im Kreis Mureș

Die Gemeinde Bogata liegt im Süden der Siebenbürgischen Heide (Câmpia Transilvaniei) – Teil des Siebenbürgischen Beckens – im Westen des Kreises Mureș. Am rechten Ufer des Mureș (Mieresch), der Dorfstraße (drum comunal) DC89 und der Bahnstrecke Alba Iulia–Târgu Mureș, befindet sich der Ort Bogata sieben Kilometer östlich von der Kleinstadt Luduș (Ludasch) und etwa 45 Kilometer westlich von der Kreishauptstadt Târgu Mureș (Neumarkt am Mieresch) entfernt.
Bei Bogata soll die geplante rumänische A3, auch Autostrada Transilvania genannt, verlaufen.

## Geschichte
Der Ort Bogata wurde 1295 erstmals urkundlich erwähnt. Im Mittelalter gehörte der Ort der Adelsfamilie Bogati, welche mit dem siebenbürgisch-sächsischen Patriziergeschlecht Altenberger verwandt war.
Archäologische Funde in dem von den Einheimischen Deasupra satului genannten Gebiet deuten auf eine Besiedlung des Ortes Bogata in der Jungsteinzeit hin, bei Bercul Țărcilor und Peste apă weisen Funde in die Bronzezeit. Zahlreiche archäologische Objekte vom Dorfareal befinden sich in Museen von Aiud (Straßburg am Mieresch) und Târgu Mureș.
Im Verzeichnis historischer Denkmäler des Ministeriums für Kultur und nationales Erbe (Ministerul Culturii și Patrimoniului Național) wird auf dem Gebiet des eingemeindeten Dorfes Ranta eine Besiedlung in der Bronzezeit vermerkt.
Zur Zeit des Königreichs Ungarn gehörte die heutige Gemeinde dem Stuhlbezirk Marosludas in der Gespanschaft Torda-Aranyos an, anschließend dem historischen Kreis Turda und ab 1950 dem heutigen Kreis Mureș.

## Bevölkerung
Die Bevölkerung der Gemeinde Bogata entwickelte sich wie folgt:
| 1850 | 1.813 | 820   | 820   | - | 173           |
| 1941 | 2.709 | 1.277 | 1.264 | 4 | 164           |
| 1992 | 1.862 | 973   | 705   | - | 184           |
| 2002 | 1.947 | 1.146 | 618   | - | 183           |
| 2011 | 2.018 | 1.164 | 637   | 2 | 215           |
| 2021 | 1.845 | 1.147 | 487   | 2 | 209 (62 Roma) |

Seit 1850 wurde auf dem Gebiet der heutigen Gemeinde die höchste Einwohnerzahl 1941 ermittelt. Die höchste Anzahl der Magyaren (1.592) und der Rumäniendeutschen (34) wurde 1900, der Rumänen (1.494) 1966 und die der Roma (193) 2011 registriert.

## Sehenswürdigkeiten
Auf dem Gebiet der Gemeinde sind keine nennenswerte Objekte vorhanden.

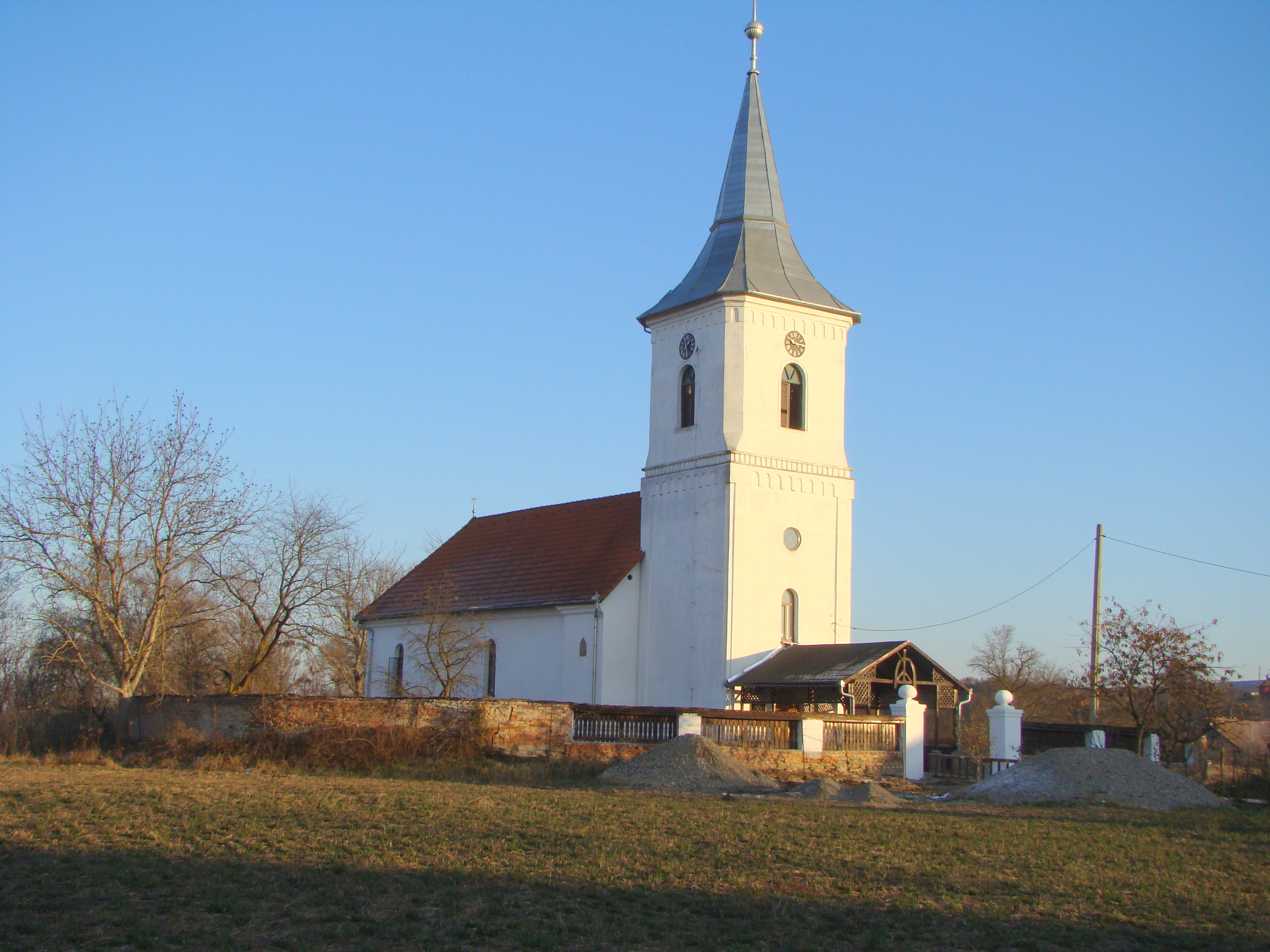
Reformierte Kirche in Bogata
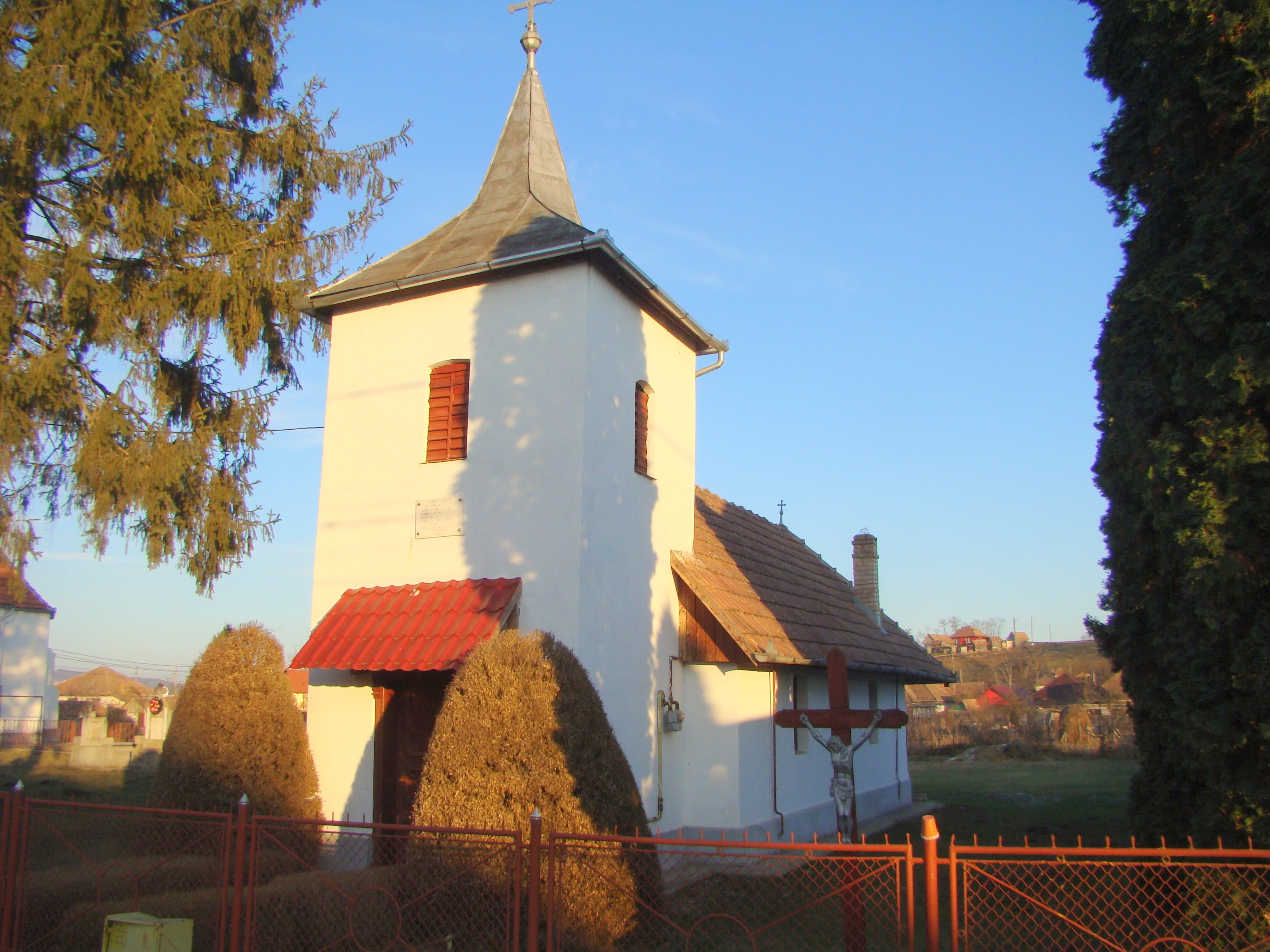
Römisch-katholische Kirche in Bogata
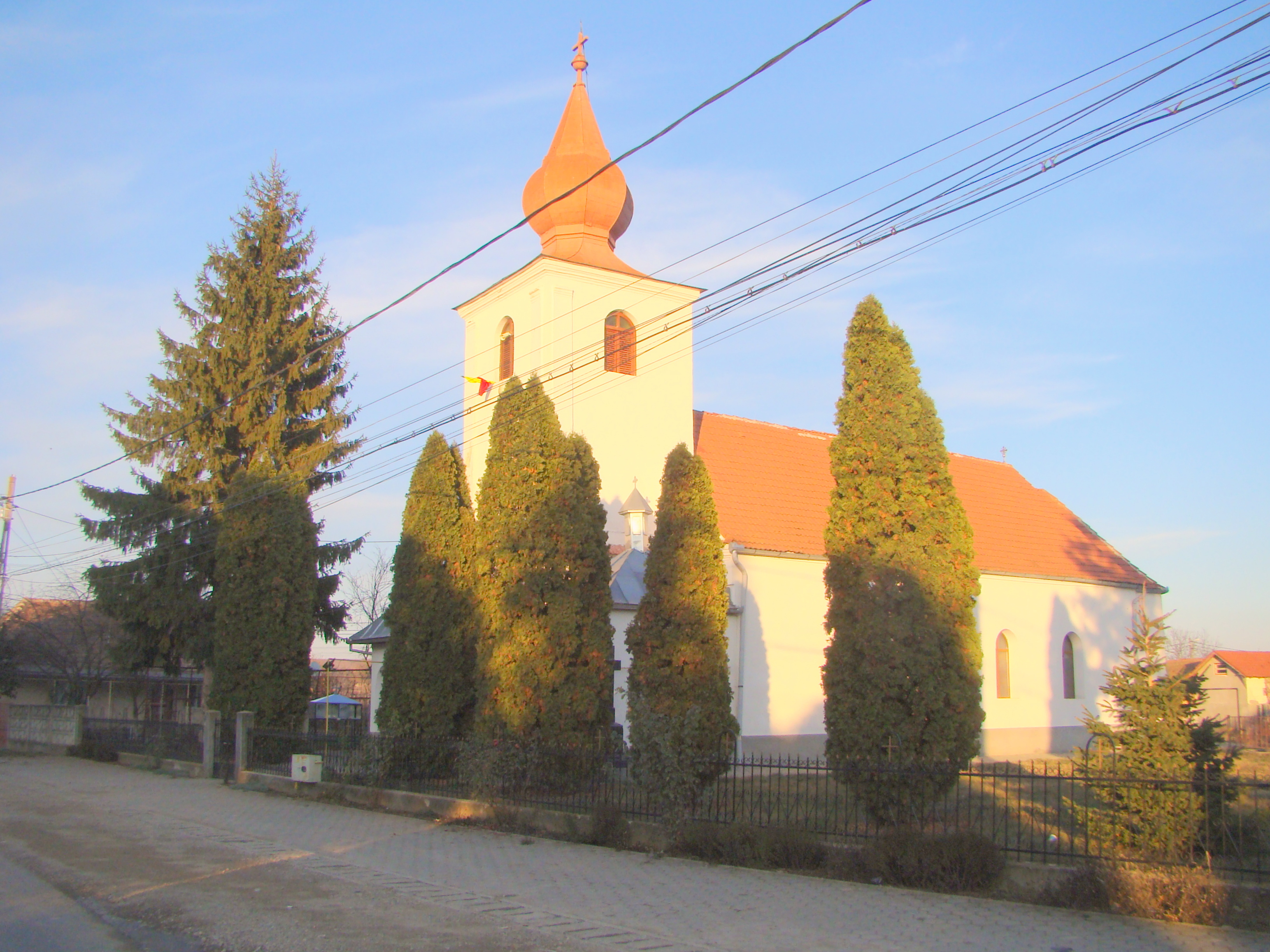
Orthodoxe Kirche in Bogata

## Persönlichkeiten
- Dezső ’Sigmond (1844–1906), Spirituosenfabrikant, Politiker und Reichstagsabgeordneter
- Iuliu Moldovan (1882–1966), Arzt und 1920 korrespondierendes Mitglied der Rumänischen Akademie.[7]